# Ghiacciaio Perutz
Il ghiacciaio Perutz (in inglese Perutz Glacier) è un ghiacciaio lungo circa 18 km e largo 3,7, situato sulla costa di Fallières, nella parte occidentale della Terra di Graham, in Antartide. Il ghiacciaio, il cui punto più alto si trova 301 m s.l.m., fluisce verso ovest-nord-ovest a partire dall'altopiano Emimonto fino ad arrivare al fiordo di Bourgeois, poco a oriente di capo Thomson.

## Storia
La bocca del ghiacciaio Perutz è stata oggetto di una ricognizione nel 1936 durante la Spedizione britannica nella Terra di Graham, comandata di John Rymill, mentre l'intera formazione è stata mappata durante due spedizioni del British Antarctic Survey, che all'epoca si chiamava ancora Falkland Islands and Dependencies Survey, nei periodi 1946-47 e 1948-49. Sempre il FIDS battezzò il ghiacciaio in onore di Max F. Perutz, del Laboratorio Cavendish di Cambridge, che effettuò importanti studi sul flusso dei ghiacciai.